# Montaspis gilvomaculata
Montaspis gilvomaculata är en ormart som beskrevs av Bourquin 1991. Montaspis gilvomaculata är ensam i släktet Montaspis. Inga underarter finns listade i Catalogue of Life.
Arten ingår enligt Catalogue of Life i familjen snokar och enligt Reptile Database i familjen Lamprophiidae.
Hos denna orm blir honor upp till 41,6 cm långa och hannar når en längd av maximal 37,2 cm. Huvudet är bara lite bredare än halsen och ögonen har en rund pupill. Kroppen är täckt av mjuka fjäll som bildar 21 rader. Artens ovansida har en brun till olivgrön färg och på nosen förekommer några krämvita områden. Likaså är strupens fjäll krämvita med bruna kanter. Andra delar av undersidan har en brun färg med några krämvita punkter.
Arten förekommer i Sydafrika i Drakensbergen och troligen i angränsande områden av Lesotho. Den vistas nära vattendrag som tidvis kan vara uttorkade. Montaspis gilvomaculata jagar främst groddjur i områden med bladvass eller med andra vattenväxter. Enligt ett fåtal dokument lägger honan inga ägg utan föder cirka 6 levande ungar.